# Mons Kallentoft
Mons Kallentoft (Ljungsbro, 15 aprile 1968) è uno scrittore svedese.
Giornalista e scrittore, è cresciuto a Ljungsbro, vicino Linköping, e vive a Stoccolma.
Scrive principalmente romanzi gialli ed è famoso soprattutto per la serie di romanzi incentrati sull'ispettrice Malin Fors, pubblicata in Italia da Editrice Nord. La serie è stata tradotta in ventotto lingue.

## Opere
- 2007 - Midvinterblod - Sangue di mezz'inverno (2010), Editrice Nord, traduzione di A. Storti (ISBN 978-88-4291-647-5)
- 2008 - Sommardöden - Buio d'estate (2011), Editrice Nord, traduzione di A. Storti (ISBN 978-88-4291-820-2)
- 2009 - Höstoffer (ancora inedito in Italia)
- 2010 - Vårlik (ancora inedito in Italia)
- 2011 - Den femte årstiden (ancora inedito in Italia)
- 2012 – Vattenänglar (ancora inedito in Italia)